# Zbigniew Rusek

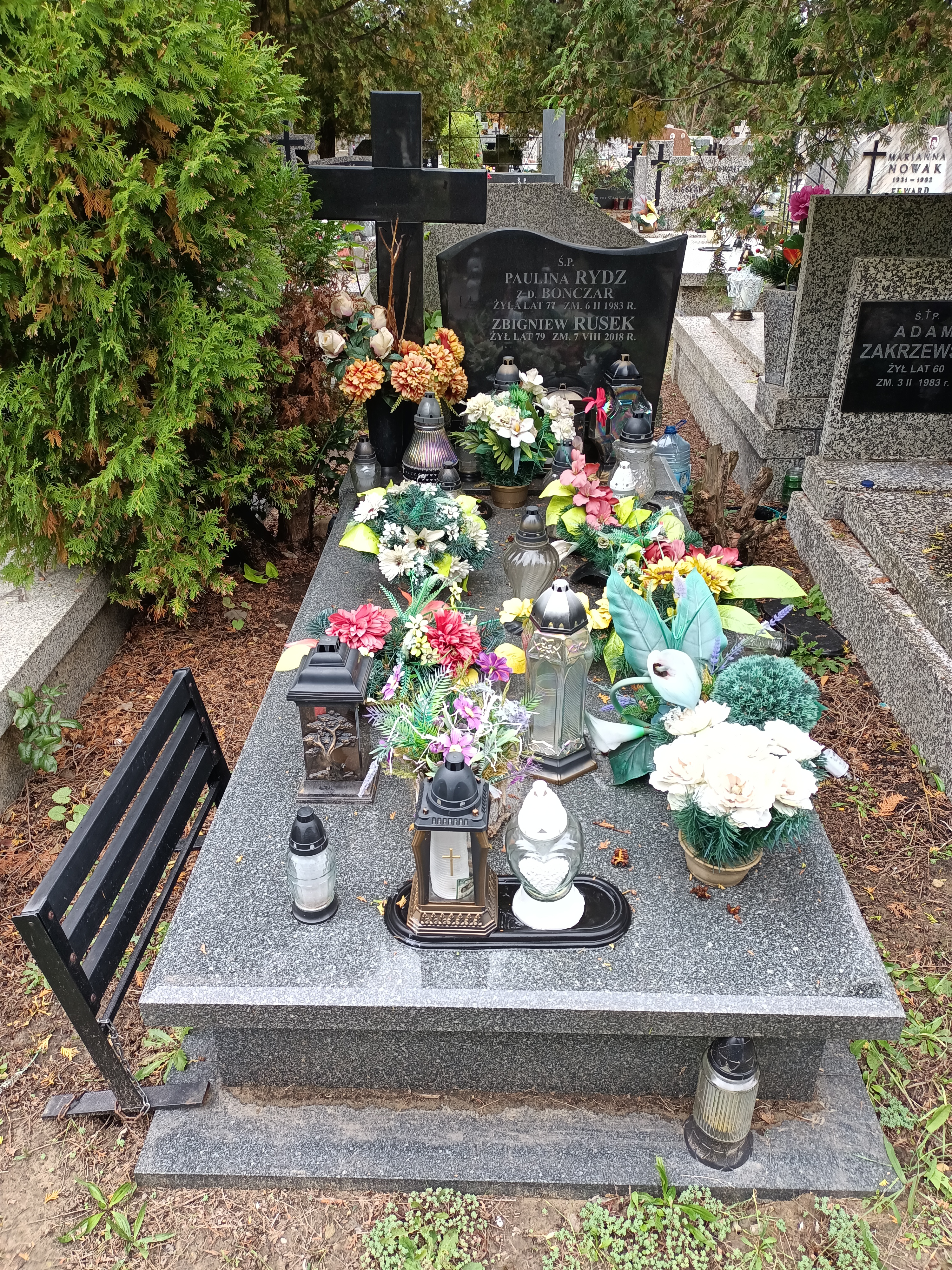
Grób Zbigniewa Ruska na Cmentarzu Komunalnym Północnym w Warszawie

Zbigniew Rusek (ur. 2 października 1938 w Mysłowicach, zm. 7 sierpnia 2018) – polski siatkarz, ośmiokrotny mistrz Polski, reprezentant Polski. Brązowy medalista Letniej Uniwersjady (1959), trener i działacz siatkarski, m.in. trener reprezentacji Francji seniorek (1977–1979).

## Kariera sportowa
W latach 1954–1958 był zawodnikiem Stali Mielec. W 1958 rozpoczął studia na Akademii Wychowania Fizycznego w Warszawie, w trakcie których został zawodnikiem AZS-AWF Warszawa. Ze swoją drużyną sięgnął po mistrzostwo Polski w 1958, 1959, 1960, 1961 i 1963 oraz wicemistrzostwo Polski w 1962. Od 1963 występował w barwach Legii Warszawa, z którą zdobył mistrzostwo Polski w 1964 i 1967 oraz wicemistrzostwo w 1965 i 1966. W sezonie 1967/1968 występował we francuskiej drużynie CSM Clamart. Karierę zawodniczą zakończył w sezonie 1968/1969, zdobywając z Legią kolejne mistrzostwo Polski.
W reprezentacji Polski debiutował 26 września 1959 w towarzyskim spotkaniu z ZSRR. Na turnieju tym wywalczył z drużyną srebrny medal. Wystąpił m.in. na Letniej Uniwersjadzie w 1959 (3. miejsce), mistrzostwach świata w 1960 (4. miejsce) i 1966 (6. miejsce), mistrzostwach Europy w 1963 (6. miejsce) oraz Pucharze Świata w 1965 (2. miejsce). Ostatni raz w biało-czerwonych barwach wystąpił 1 marca 1967 w towarzyskim spotkaniu z Izraelem. Łącznie w reprezentacji wystąpił w 129 spotkaniach, w tym 107 oficjalnych.
Po zakończeniu kariery zawodniczej pracował jako trener. W latach 1970–1972 był asystentem Tadeusza Szlagora w reprezentacji Polski seniorów. W 1973 poprowadził reprezentację Polski juniorów do brązowego medalu mistrzostw Europy w tej kategorii wiekowej. W latach 1973–1975 prowadził żeńską drużynę Spójnia Warszawa. Od 1975 pracował we Francji, w latach 1975–1977 prowadził reprezentację juniorek, a od 1977 do 1979 trenował reprezentację seniorek tego kraju. W latach 1980/1981 był kierownikiem szkolenia Polskiego Związku Piłki Siatkowej, w latach 1992–2000 był wiceprezesem PZPS ds. szkoleniowych, był także członkiem komisji trenerskiej Międzynarodowej Federacji Piłki Siatkowej. Pochowany na Cmentarzu Północnym.